# Symplecta nigrohalterata
Symplecta nigrohalterata är en tvåvingeart som först beskrevs av Alexander 1958.  Symplecta nigrohalterata ingår i släktet Symplecta och familjen småharkrankar. Inga underarter finns listade i Catalogue of Life.